# .lat
.lat és un domini de primer nivell genèric d'Internet proposat per Amèrica Llatina i les comunitats llatines de fora d'aquesta regió.
Recentment NIC México (controlador del domini .mx) conjuntament amb eCOM-LAC (Federació d'Amèrica Llatina i el Carib per Internet i comerç electrònic) van ser designats patrocinadors oficials de la campanya. La proposta completa serà presentada a la ICANN el 2008.
El nom oficial serà assignat per la ICANN si la proposta és aprovada. Altres noms que estan essent considerats són .latin i .latino a part del .lat. Propostes semblants ja han estat aprovades, com el domini .asia, per països i comunitats de l'Àsia i el domini de la comunitat europea .eu.